# Haiku în România
Poemul haiku, la origine japonez, care-și are începuturile în secolul al 17-lea, s-a dovedit a fi relevant atât pe parcursul timpului, cât și în cazul spațiilor culturale din întreaga lume. România nu a făcut excepție. Se observă, analizând activitățile legate de traducerea, înțelegerea și scrierea acestui poem, un continuu progres, culminând în zilele noastre cu activitatea unor trei mari comunități de haiku, care au o influenta decisiva în formarea de noi autori de haiku, și anume: Societatea Română de Haiku, înființată în 1991 (în prezent, condusă de Valentin Nicolițov), Societatea de Haiku din Constanța, înființată în 1992 (în prezent, condusă de Laura Văceanu - președinte și Nicolae Dumitru - vicepreședinte), și comunitatea Romanian Kukai, înființată în 2007 (în prezent, condusă de Corneliu Traian Atanasiu).
Prima sinteza a situației poemului haiku în Romania este cea aparținând lui Florin Vasiliu, Poemul Haiku în România, publicata la Editurea Curtea Veche, București, 2001.

## Începuturile. Interesul pentru haiku în România. Traduceri și traducători
În anul 1904, în coloanele revistei „Evenimentul”,  I. Cyprian scrie articolul Poezia japoneză. În  anul 1911, Alexandru Vlahuță scrie în  volumul „La gura sobei” eseul  Poezia și pictura japoneză.
În anul 1924 vede lumina tiparului la editura Casa Școalelor lucrarea Japonia, cu 2 volume: Japonia, viața și obiceiurile și Japonia, arta, femeia, viața socială. Autorul ei, Ion Timuș, vorbește cititorului român despre Tanka și Haiku. 
În anul  1937, Traian Chelariu publică  o  antologie de poezie japoneză Suflet nipon, cu  traduceri din  tanka si haiku. Traducătorul va respecta prozodia tradițională 5-7-5,  adăugânu-i  fiecărui poem un titlu. 
Ciocârlia:
Ah, ciocârlia! 

cântă ziua întreagă

câtu-i de lungă.

(Bashō)

Prețul banului:

Cât valorează oare 

un milion de koukou?

Rouă pe bambuși!
(Issa)
În anul 1936, A. T. Stamatiad publică Peisaje sentimentale, iar în anul 1942 traduce în limba română Din cântecele curtezanelor japoneze. Un an mai tarziu îi  va apărea traducerea  Eșarfe de mătase. Antologie japoneză,  pentru care primește  premiul Academiei Române.
Tălmăcirea lui Stamatiad este relativ liberă, neurmând însă fidel regula 5-7-5.
Glicina:
Vântul adie – 

Umbra glicinei  

Abia tremură.

Pastel marin:

O barcă se-oprește.

În față, pe țărm:

Un piersic în floare.

(Bashō)

Factorul rural:

Printre ierburile uscate,

Factorul rural a trecut:

Vulpea!
(Buson)
În anul 1970, Ion Acsan, Dan Constantinescu și Ioanichie Olteanu publică  Din lirica japoneză : Antologie, lucrare care a contribuit fundamental la popularizarea  poemelor Tanka și Haiku în lirica spațiului românesc.
În anul 1975 este publicată lucrarea Haiku : lirică niponă, care cuprindea traduceri din 74 de poeți niponi.
În anul 1981  Ion Acsan și Dan Constantinescu publica la Editura Științifică și enciclopedică din  București volumul  Tanka-Haiku : antologie de poezie clasică japoneză.

## Primele încercări. Primii poeți cunoscuți creatori de haikuuri

### Momentul „Explozia lirică”
După „explozia lirică” din anul 1965, o serie de poeți cochetează cu tristihul și haiku. Dintre aceștia, se rețin nume mai cunoscute, precum Maria Banuș, Virgil Teodorescu, Gheorghe Tomozei, Marin Sorescu, Virgil Bulat, Aurel Rău, Ștefan Augustin Doinaș,  Cezar Baltag, Petre Ghelmez, Marian Bodea, Ioana Iacob, Aurora Barcaru, Mioara Gheorghe, Octavian Grigore Zegreanu, Ioan Anastasia, Ana Marinoiu, Ion Rotaru, Verona Bratesch, Gheorghe Grigurcu, Vasile Ignea, Mariana Popeanga Cornoiu etc.
O, ce nalt naufragiu!

Singura luntre

are vîsle de pene.

(Ștefan Augustin Doinaș)

Părere

Nu dați de cîntec

zmulgînd penele

paserei!

(Gheorghe Tomozei)

Unghi

Trec pe cer, în formă fixă

Cocorii,

Sonetele țăranilor.

(Marin Sorescu)

Și păsări țipînd.

Cînd vor ști să cînte

voi fi departe.

(Aurel Rău)

Toamna

Mamei o frunză-ngălbenită

I-a căzut în poală.
(Virgil Bulat, Din volumul Nocturnalia)
Nichita Stănescu creează tristihuri, câteva dintre ele putând fi considerate haikuuri, deși nu se respectă rigorile prozodiei genului, nici structura juxtapunerii. 
Cuvântul se dizolvă-n piatră,

Și piatra în pietre...

Toamnă.

(Din ciclul Epica magna)

Te-ngălbenește

bănuiala mea

cum toamnele, frunzele.

Frunze galbene de salcie, pe lac.

Nu mă răsfrîng,

mă văd.

 

Dintre creatorii de micropoeme haiku în limba română s-a remarcat și Vasile Smărăndescu. 

Zădărnicie

Zdrențuite visuri

pe o panoplie de ceară

se tânguie soarelui.

### Momentul 1989: punerea bazelor în construirea comunităților de haiku de azi
Recent după anul  1989, următorii poeți au reușit să se remarce în acest gen de poezie:
Florin Vasiliu (1929-2001), Corneliu Traian Atanasiu (1942- ), Valentin Nicolițov (1945-), Jules Cohn Botea, Adina Enăchescu, Florin Grigoriu, Manuela Miga (1947-), Ana Ruse, Henriette Berge, Dan Norea (1949-), Vali Iancu, Elia David, Loredana Florentina Danilă,  Valeria Tamaș (1954-), Eduard Țară, Mihai Firică, Ion Untaru (1939-2017), Tincuța Horonceanu Bernevic, Magdalena Dale, Djamal Mahmoud (1962), Rafila Radu, Anișoara Iordache,  Gabriel Iordan-Dorobanțu, Loredana Florentina Dalian, Livia Ciupav (1976-), Ana Luiza Toma, Adrian Rogoz, Doina Bogdan-Wurm, Gabriela Gențiana Groza, Niculae Alexandru-Vest, Aurora Barcaru, Mioara Gheorghe, Utta Siegrid König (1943-), Mihaela Băbușanu (Bacău), Virginia Popescu, Cornelia Atanasiu, Laura Văceanu, Nicolae Dumitru, Clelia Ifrim, Dumitru Ifrim etc.
Câteva exemple de poeme:
Primul Mărțișor-

în liniștea casei

gângurit de prunc

(Gabriela Gențiana Groza)

Luna de gheață –

ascuns după un stejar,

primul ghiocel.

(Gabriel Iordan-Dorobanțu)

Cîte un tablou

în fiecare ochi de geam –

și-n toate ninge.

(Utta Siegrid König)

Câștigat pe stradă,                         

pierdut până acasă,

ultimul haiku.

(Ion Untaru)
După 2007, apar alte nume destul de cunoscute:
Cristina Ailoaei, Ramona Bădescu, Cecilia Birca, Mirela Brăilean, Ioana Bud, Rodica P. Calotă, Daniela Lăcrămioara Capotă, Grigore Chitul, Cezar Florin Ciobîcă,Claudia Ramona Codău, Vasile Conioși-Mestașanu, Cornel C. Costea, Ion Cuzuioc, Valerian Dincă, Ioana Dinescu, Manuela Dragomirescu, Ana Drobot, Genovel Florentin Frățilă, Petru-Ioan Gârda, Oana Gheorghe, Andrei Andy Grădinaru, Vasilica Grigoraș, Lucreția Horvath, Mihaela Iacob, Luminița Ignea, Costin Iliescu, Mona Iordan, Dan C. Iulian, Ildiko Juverdeanu, Maria Doina Leonte, Lavana Kray, Cristina Monica Moldoveanu, Mihai Moldoveanu, Carmen Mariana Nanu, Dan Norea, Mihai Pascaru, Luminița Petrea, Adrian Nicolae Popescu, Ecaterina Pupăză, Argentina Stanciu, Mihai Talașman, Maria Tirenescu, Clara Toma, Violeta Urdă, Ana Urma, Cristina Oprea Young.

## Particularități ale haikuului  românesc
Ținând seama de specificul limbii române, creatorii de haiku se împart în doua categorii: adepți ai formei fixe 5/7/5 și cei care scriu în forme libere. 
Exemple de haiku care respectă cu strictețe prozodia clasică:
Floare de lotus

Între sânii iubitei -

Vara fierbinte ...
(Valeria Tamaș)
Întins prin casă

firul de aer pufos

tors de pisică.
(Cristian-Mihail Miehs)

#### Exemple de haiku liber:
Foc stins

Prin fum

Cocorii.

(Valentin Busuioc)

alt lac

alte broaște –

ce de zgomote!

(Manuela Miga)

În prezent se fac eforturi pentru înțelegerea mai profundă a poemului haiku. Aceste eforturi se concretizează în analize ale poemelor haiku, prin prezența comentariilor autorilor experimentați asupra poemelor de valoare, în revistele Societății Române de Haiku și Societății de Haiku din Constanța. În plus, pe lângă acestea, în revistele celor două societăți regăsim recenzii la volumele unor autori români și străini, atât cărți de autor cât și antologii. Corneliu Traian Atanasiu (Romanian Kukai) atrage atenția începătorilor asupra faptului că doar simpla respectare a unor reguli minime, în special a numărului de silabe, a întrebărilor ce (sau cine - subiect), unde (spatiu), când (timp), a prezenței unui kireji, kigo, contrast, a unor valori estetice nipone nu garantează scrierea unui haiku reușit. De asemenea, faptul că ne impresionează ceva și ne notăm câteva lucruri despre faptul observat nu înseamnă că am scris un haiku bun. Acesta e doar un punct de plecare. E nevoie să lucrăm asupra textului, pentru ca acesta să aibă sugestii aluzive. Astfel, un haiku trebuie să tindă să aibă două straturi: cuvinte cu două înțelesuri, situații relativ suprapuse, care interferează. 
Exemple de poeme haiku românești pot fi citite online, gratuit, consultând blogul devenit recent Un haiku pe săptămână, la început Haikuul zilei, unde ni se prezintă poeme ale autorilor români de haiku, indiferent de comunitatea sau asociațiile din care fac parte, precum și poeme ale autorilor clasici japonezi, în traducere română. Cititorul își poate face o idee despre poemul haiku de-a lungul timpului. Blogul aparține comunității Romanian Kukai, iar printre administatori se numără Corneliu Traian Atanasiu și Cezar Florin Ciobîcă. Blogul este disponibil la adresa: https://1haikuperweek.blogspot.com/.  
De asemenea, o selecție de poeme haiku pot fi citite pe blogul Societății Române de Haiku, împreună cu materiale comentate, recenzii, prefețe, eseuri, precum și pe grupul Facebook al Societății de Haiku din Constanța.  

## Reviste, edituri, societăți și cluburi de literatură niponă inființate după 1989
În martie 1990, Florin Vasiliu fondează Revista de interferențe culturale româno-japoneze HAIKU.  Revista era trimestrială și avea un tiraj de 8 000 de exemplare. 
În martie 1991, ia ființă Societatea Română de Haiku (SRH). Inițial, aceasta avea 200 de membri.
Iau ființă societăți de haiku la nivel zonal: Societatea de Haiku din Constanța în anul 1992, inființată de Ion Codrescu, Școala de Tanka, Renku și Haiku de la Slobozia fondată de Șerban Codrin în anul 1995, Clubul de Haiku „Bucurii efemere” de la Târgu-Mureș inființat de Jean Găbudean  etc.
În anul 1992 ia ființă Editura Haiku.  În același an, apare și revista  bilingă (română/engleză) Albatros a Societății de Haiku din Constanța.
La Târgu-Mureș,  cercul de Haiku „Bucurii efemere” editează revista Orfeu, prima revistă de haiku din Transilvania.
După ce inființează, în anul  1995, Școala de Tanka, Renku și Haiku de la Slobozia, Șerban Codrin editează  revistele Orion și Micul Orion.
O serie de volume aniversare detaliază istoricul activităților unor asociații și comunități de haiku. 
Volumul Trei decenii în spirit haiku de Valentin Nicolițov, Ed. Societății Scriitorilor Români, București, 2022, ne arată activitățile, perspectivele asupra înțelegerii poemului haiku, precum și personalitățile grupului Societății Române de Haiku. Volumul a fost publicat cu ocazia împlinirii a 30 de ani de activitate a societății. Despre această societate aflăm și un scurt istoric, fiind vorba de societatea înființată de Florin Vasiliu, condusă apoi de Vasile Moldovan ca președinte și preluată, după moartea domnului Vasiliu, de Valentin Nicolițov, care este, în prezent, președinte. Cenaclul de haiku, la care se poate participa și azi, “a fost găzduit pe rând de inginerul Alexandru Rădulescu la Biblioteca Centrală de Stat, de Cercul Militar Național, de Institutul pentru Științele Educației și, în cele din urmă, de Casa de cultură Friedrich Schiller” (p. 5). Printre personalitățile care au participat la cenaclu, sunt enumerate următorii autori de poeme: Jules Cohn Botea, Emil Burlacu, Țicu Valer, Vasile Smarandescu, Alexandru Chiriac, Cornelia Atanasiu, Cornelia Conta, Paula Romanescu, Vasile Moldovan, Emilia Dumitrescu, Dan Florică.
Volumul Un roi de stele, coordonator Corneliu Traian Atanasiu, Ed. Pim, Iași, 2023 reprezintă sărbătorirea a 17 ani de activitate a grupului Romanian Kukai, și conține o selecție a celor mai bune poeme haiku ale membrilor. 
Grupul Romanian Kukai creat de maestrul Corneliu Traian Atanasiu are activitate online începând din 2007. De atunci există blogul Romanian Kukai, http://romaniankukai.blosgpot.com%5Bnefuncțională+–+%5D unde au loc periodic concursuri pentru membrii grupului. Pe blog și în grupul Facebook Autori de haiku din România găsim comentariile și analizele unor poeme bune realizate de maestru. De asemenea, grupul a realizat o bibliotecǎ de haiku în format printat disponibilă la adresa: http://librariaroku.blogspot.com/. De menționat și concursurile săptămanal (coordonat de Cristina Angelescu), de senryu (coordonat de Cezar Florin Ciobica), de haiku la fotografie (coordonat de Ioana Dinescu), unde este vorba de activități susținute de ani de zile de autori voluntari.
Revenind la volumul Un roi de stele, aici sunt incluși 61 autori, fiecare cu câte 4 poeme. Publicul larg poate cunoaște personalitățile reprezentative ale poemului haiku românesc cu activitate în acest grup de-a lungul timpului. Cu aceeasi ocazie, a fost lansat si volumul În afara timpului, Ed. Pim, Iași, 2023. Volumul În afara timpului prezintă pentru publicul larg cele mai importante momente din cei 17 ani de activitate ai grupului de autori îndrumați de maestrul Corneliu Traian Atanasiu din punctul de vedere al publicațiilor cele mai valoroase și poemelor considerate bune prin prisma valorilor acestui grup.
Volumul În afara timpului conține prefețele pentru antologiile anuale ale grupului, pe temele Cocori (Dansul cocorilor, Panǎ de cocor, Numǎrând cocorii) și Greieri (Prispa cu greieri, Concert de greieri, Un pumn de greieri, Țârâit de greieri), pentru volumele scoase individual la tipar de către autori (incluzând nume precum Genovel-Florentin Frǎțilǎ, Adrian-Nicolae Popescu, Ana Drobot, Ana Urma, Cornel C. Costea, Dan Norea, Daniela Lǎcrǎmioara Capotǎ, Daniela Sorina Ciurariu, Valerian Dincǎ, Luminița Ignea, Maria Doina Leonte, Ion Rǎșinaru, Iulia Ralia Rǎclaru, Cezar Florin Ciobîcǎ, Maria Tirenescu, Radu Ilie Ignǎtescu, Radu Patrichi, Dumitru Radu), ale volumelor tipărite cu sprijinul maestrului la Editura Pim din Iași cu ocazia concursului de debut, unde erau selectați autorii merituoși (Cezar Florin Ciobîcǎ, cu volumul Caruselul anotimpurilor – 2011, Livia Ciupav, cu volumul Calendar de ceapǎ – 2009, Dan Norea, cu volumul Ucenic la școala de senryu – 2013, Costin Iliescu, cu volumul Cercuri concentrice – 2015, Oana Gheorghe, cu volumul Fluture, încotro? – 2015), precum și volumele din colecția Prispa cu greieri, prin care maestrul a sprijinit autorii mai vechi ai grupului să își tipărească un volum personal de poeme haiku în format mic (printre autori se aflǎ Florin Golban, Lucreția Horvath, Petru Ioan-Gârda, Rodica P. Calotǎ, Grigore Chitul, Claudia Ramona Codǎu, Béa Hurmuz, Manuela Dragomirescu, Mihai Pascaru, Mihai Talașman, Argentina Stanciu, Ioana Bud, Mirela Brǎilean, Carmen Maria Nanu, Vasile Conioși-Mesteșanu, Valer Pop, Livia Ciupav, Ildiko Juverdeanu, Florentina Loredana Dalian, Mihaela Cojocaru, Mihai Moldoveanu, Mona Iordan, Mona Gheorghe, Luminița Petrea, Eduard Țarǎ, Doina Bogdan Wurm, Clara Toma, Dan Norea).

### Festivaluri, colocvii, evenimente
La Constanța se desfășoară periodic Colocviul Național de Poezie Clasică Japoneză, în cadrul căruia au loc dezbateri despre haiku, tanka, renku, prezentări și lansări de carte, expoziții de fotografii, grafică și de haiku. Pe 12.10.2024 a avut loc Simpozionul Național Matsuo Basho, la Constanța, organizat de Societatea de Haiku Constanța. Ședința lunară de lucru a Societății de Haiku Constanța se desfășoară la Biblioteca Colorată, Tomis Mall, et.3.
Societatea Română de Haiku organizează, lunar, la Casa Schiller din București, în cadrul cenaclului, întâlniri în care se citesc și se discută poemele membrilor, au loc lansări de carte, expoziții de foto-haiku, planificarea conținutului Revistei, premierea autorilor de haiku și senryu câștigători la concursul anual de haiku organizat de revista și Societatea Română de Haiku, prezentarea unor publicații din străinătate, și altele.
În cadrul grupului Romanian Kukai, s-au lansat, la Muzeul Național al Literaturii Române, următoarele volume, scrise și coordonate de Corneliu Traian Atanasiu, astfel: în aprilie 2023, “Un cerc de linguri”, conținând interpretări la poeme haiku de Șerban Codrin Denk; în noiembrie 2023, antologia de poeme haiku “Un roi de stele” și volumul de eseuri “În afara timpului”; în noiembrie 2024, volumul de eseuri "Dialog protocolar cu margareta" de același autor și, în plus, volumul de autor aparținând lui Mihai Moldoveanu, "Vântul știe secretul." De menționat și întâlnirile pe Zoom organizate de Romanian Kukai, unde se discuta, pornind de la o tema stabilită pentru fiecare întâlnire, poemele de la concursuri, poeme în lucru, și unde sunt invitați autori de haiku pentru a-și prezenta activitatea și a discuta cu membrii prezenți. 

### Deschiderea internațională
După anul 1989, școala românească de haiku profitând  de oportunitatea ivită iese din provincialismul impus de regimul politic de până atunci și stabilește contacte culturale internaționale.
Primul Congres de Haiku din România cu participare internațională a avut loc la Constanța între 1-5 iunie 1997 și purta  titlul: Haiku – punte între Cultura Orientala și cea Occidentală.
În anii 1992, 1994, 2005 și 2007  Constanța a fost gazda unor întâlniri internaționale, unde au participat poeți din Japonia, SUA, Australia, Austria, Croația, India, Republica Moldova, Noua Zeelandă, Serbia, Suedia și România.
Aceste contacte au avut loc în cadrul Festivalului Mondial de Haiku, organizat de Clubul Mondial de Haiku și Societatea de Haiku din Constanța, Centrul de Cultură și Civilizație Japoneză și Direcția Județeană pentru Cultura, Culte și Patrimoniu Cultural Național Constanța.
Revista Societății Române de Haiku colaborează cu autori cunoscuți de haiku din străinătate, precum: Banya Natsuishi și Kuniharu Shimizu (reprezentanții World Haiku Association - Japonia), Jean Antonini (editorul revistei Gong - Asociația Francofonă de Haiku), Bruce Ross (SUA, editorul Autumn Moon Haiku Journal), Nicole Pottier (Franța), ș.a. În cadrul concursului anual organizat de Societatea Română de Haiku, există atât secțiuni pentru participanții vorbitori de limba română, cât și pentru cei internaționali, în limbile engleză și franceză. Deschiderea internațională a revistei Societății Române de Haiku este vizibilă și prin prezentarea poemelor și articolelor atât în limba română, cât și într-o limbă de circulație internațională, franceză sau engleză, la alegerea autorilor. 
În cadrul comunității Romanian Kukai, este de menționat Concursul Sharpening the Green Pencil (coordonat de Cezar Florin Ciobîcă), unde, prin trimiterea unui poem haiku în limba engleză, pot participa atât autori români cât și internaționali. De asemenea, blogul Prezente românești ne prezintă activitatea autorilor români de haiku, senryu, tanka, haiga, haibun, etc pe scena internațională (indiferent de asociațiile de haiku din care fac parte), prin publicații în reviste în format fizic și online, precum și câștigători ai unor concursuri. 
The Haiku Foundation a publicat pe site-ul său:
- „Haiku in Romania” de Radu Șerban http://www.thehaikufoundation.org/omeka/items/show/1701
- „Ambassadorial Haiku”, de Radu Șerban https://www.thehaikufoundation.org/omeka/files/original/79575767810a49e4236afff005ba157e.pdf
- „Brâncuși in haiku metrics”, de Radu Șerban http://www.thehaikufoundation.org/omeka/items/show/2185
- „Triptic româno - nipon - haiku”, de Radu Șerban https://www.thehaikufoundation.org/omeka/files/original/7e89f043431b79c11ff5809f742ef0af.pdf
- „Photo - haiku - 77 short poems” de Radu Șerban https://www.youtube.com/watch?v=qz4iweIcsJU
Haiku Museum a publicat pe site-ul său:
- „Foto - haiku” de Radu Șerban http://www.haikubijutsukan.com/Radu/Radu.html

## Legături externe
- Lista autorilor de Haiku din Romania - lista organizată vizual pe hartă, pe județe. Cuprinde, de asemenea o categorie de autori decedați și una de autori români de peste hotare.
- AUTORI SI VOLUME PUBLICATE - lista cu toate publicațiile și autorii din România de haiku, creată de Corneliu Traian Atanasiu, liderul comunității Romanian Kukai (material disponibil pe Calameo)
- Blogul Revistei Haiku, revista Societății Române de Haiku, fondată în 1991 de Florin Vasiliu și condusă în prezent de Valentin Nicolitov http://revistahaiku.blogspot.com/
- Pagina grupului de Facebook al Societății de Haiku Constanța: https://www.facebook.com/groups/945738930885515/
- Revista Ro Ku, colecția în format electronic (din cadrul comunității Romanian Kukai; 21 de numere): https://www.calameo.com/subscriptions/446306
- Librăria RoKu a comunității Romanian Kukai: http://librariaroku.blogspot.com/
- Concursul anual internațional Sharpening the Green Pencil (organizat de comunitatea Romanian Kukai): http://sharpeningthegreenpencil.blogspot.com/
- Un haiku pe săptămână: https://1haikuperweek.blogspot.com/